# Chet Miller
 Chet Miller  va ser un pilot estatunidenc de curses automobilístiques nascut el 19 de juliol del 1902 a Detroit, Michigan.
Miller va córrer a la Champ Car a les temporades 1930-1953 incloent-hi la cursa de les 500 milles d'Indianapolis de molts d'aquests anys.
Chet Miller va morir el 15 de maig del 1953 disputant les pràctiques per la cursa d'Indianapolis.

## Resultats a la Indy 500
| Any    | Cotxe  | Sortida | Vel. mitja | Ranking | Final  | Voltes | V. líder | Retirat             |
| ------ | ------ | ------- | ---------- | ------- | ------ | ------ | -------- | ------------------- |
| 1930   | 41     | 15      | 97.360     | 23      | 13     | 161    | 0        | A 39 voltes         |
| 1931   | 27     | 15      | 106.185    | 25      | 10     | 200    | 0        | Va acabar           |
| 1932   | 9      | 29      | 111.053    | 23      | 21     | 125    | 0        | Motor               |
| 1933   | 28     | 32      | 112.025    | 23      | 20     | 163    | 0        | A 37 voltes         |
| 1934   | 46     | 32      | 109.252    | 29      | 33     | 11     | 0        | Accident            |
| 1935   | 34     | 17      | 113.552    | 24      | 10     | 200    | 0        | Va acabar           |
| 1936   | 18     | 3       | 117.675    | 3       | 5      | 200    | 0        | Va acabar           |
| 1937   | 7      | 13      | 119.213    | 13      | 30     | 36     | 0        | Encesa              |
| 1938   | 3      | 5       | 121.898    | 9       | 3      | 200    | 0        | Va acabar           |
| 1939   | 3      | 5       | 126.318    | 8       | 21     | 109    | 0        | Accident            |
| 1940   | 34     | 27      | 121.392    | 27      | 17     | 189    | 0        | A 11 voltes         |
| 1941   | 41     | 9       | 121.540    | 23      | 6      | 200    | 0        | Va acabar           |
| 1946   | 5      | 17      | 124.649    | 8       | 18     | 64     | 0        | Pèrdua d'oli        |
| 1948   | 31     | 19      | 127.249    | 8       | 20     | 108    | 0        | Problemes amb l'oli |
| 1951   | 32     | 28      | 135.798    | 3       | 25     | 56     | 0        | Encesa              |
| 1952   | 21     | 27      | 139.034    | 1       | 30     | 41     | 0        | Sobrealimentació    |
| Totals | Totals | Totals  | Totals     | Totals  | Totals | 2063   | 0        |                     |

| Curses       | 16 |
| Poles        | 0  |
| Voltes líder | 0  |
| Victòries    | 0  |
| Top 5        | 2  |
| Top 10       | 5  |
| Retirades    | 9  |

Es tracta d'un dels pilots que ha fet més voltes al circuit d'Indianapolis sense aconseguir liderar mai la prova.

## A la F1
El Gran Premi d'Indianapolis 500 va formar part del calendari del campionat del món de la Fórmula 1 entre les temporades 1950 a la 1960.
Els pilots que competien a la Indy durant aquests anys també eren comptabilitats pel campionat de la F1.
Chet Miller va participar en 2 curses de F1, debutant al Gran Premi d'Indianapolis 500 del 1951.

### Palmarès a la F1
- Participacions: 2
- Poles: 0
- Voltes Ràpides: 0
- Victòries: 0
- Pòdiums: 0
- Punts vàlids per la F1: 0